# Gintautas Jakštas
Gintautas Jakštas (ur. 28 maja 1990 w Płungianach) – litewski urzędnik państwowy, w latach 2020–2023 wiceminister, a od 2023 do 2024 minister edukacji, nauki i sportu.

## Życiorys
Ukończył szkołę średnią w rodzinne miejscowości, a w 2012 studia licencjackie z ekonometrii na Uniwersytecie Wileńskim. W 2014 uzyskał magisterium z matematyki finansów i ubezpieczeń na Tilburg University. Pracował jako specjalista do spraw cen, a także jako analityk w rządowym centrum analiz strategicznych (STRATA). W latach 2016–2020 kierował w tej instytucji działem polityki studiów i analiz karier. Zajmował się też działalnością ekspercką w zakresie edukacji.
W grudniu 2020 mianowany wiceministrem w resorcie edukacji, nauki i sportu. W lipcu 2023 stanął na czele tego ministerstwa w rządzie Ingridy Šimonytė. Urząd ministra sprawował do czasu swojej rezygnacji w kwietniu 2024.